# Amtrak
National Railroad Passenger Corporation (tên thương mại: Amtrak), là một công ty vận tải hành khách bằng đường sắt quốc gia của Hoa Kỳ. Đây là công ty vận hành dịch vụ đường sắt liên thành phố ở 46 trong số 48 tiểu bang lục địa Hoa Kỳ, cùng với 3 tỉnh của Canada. Về tên gọi, Amtrak là từ trộn của America và trak, một cách viết giật gân của từ track.
Thành lập vào năm 1971 với tư cách một công ty bán đại chúng vận hành nhiều tuyến đường sắt chở khách tại Hoa Kỳ, Amtrak được trợ cấp bởi cả chính quyền tiểu bang lẫn liên bang, nhưng lại được quản lý như một tổ chức vì lợi nhuận. Trụ sở chính của công ty nằm cách Ga Union ở Washington, D.C. một dãy nhà về phía Tây. Amtrak được lãnh đạo bởi một Hội đồng quản trị, hai trong số đó là Bộ trưởng Giao thông Hoa Kỳ, và Giám đốc điều hành (CEO) của Amtrak, trong khi tám thành viên khác được đề cử để phục vụ với nhiệm kỳ 5 năm.
Amtrak là một cơ quan do chính phủ quản lý. Vì vậy cổ phiếu ưu đãi của công ty được nắm giữ bởi Chính phủ Hoa Kỳ. Các thành viên Hội đồng quản trị của Amtrak được bổ nhiệm bởi Tổng thống Hoa Kỳ và phải được Thượng viện phê chuẩn.
Mạng lưới của Amtrak bao gồm hơn 500 trạm dọc theo 21.400 dặm (34.000 km) đường ray. Công ty trực tiếp sở hữu khoảng 623 dặm (1.003 km) đường ray và vận hành thêm 132 dặm (212 km) đường ray của các công ty khác. Một số đoạn đường ray cho phép tàu chạy với tốc độ 150 dặm Anh trên giờ (240 km/h).
Tính đến năm tài chính 2021, công ty đã có hơn 17.100 nhân viên. Trong năm tài chính 2022, Amtrak đã phục vụ 22,9 triệu hành khách và đạt doanh thu 2,1 tỷ USD. Gần 87.000 hành khách đi hơn 300 chuyến tàu Amtrak mỗi ngày. Trong đó, gần 2/3 hành khách đến từ 10 khu vực đô thị lớn nhất, 83% hành khách đi trên các tuyến đường ngắn hơn 400 dặm (645 km).

## Lịch sử

### Dịch vụ hành khách tư nhân
Năm 1916, 98% khách du lịch thương mại liên thành phố ở Hoa Kỳ di chuyển bằng đường sắt, 2% còn lại di chuyển bằng đường thủy nội địa. Gần 42 triệu hành khách đã sử dụng đường sắt làm phương tiện di chuyển chính. Các chuyến tàu chở khách được sở hữu và vận hành bởi cùng các công ty tư nhân vận hành các chuyến tàu chở hàng. Khi thế kỷ 20 phát triển, trước sự cạnh tranh của xe buýt, du lịch hàng không và ô tô, sự bảo trợ dành cho các công ty đường sắt bị giảm sút. Các đoàn tàu chạy bằng động cơ diesel mới, chẳng hạn như Pioneer Zephyr, được người đi du lịch ưa chuộng nhưng vẫn không thể đảo ngược xu hướng. Đến năm 1940, đường sắt chiếm 67% tổng số hành khách-dặm thương mại ở Hoa Kỳ. Thực tế, số hành khách-dặm đã giảm 40% kể từ năm 1916, từ 42 tỷ xuống còn 25 tỷ.
Nhu cầu giao thông tăng mạnh trong Thế chiến thứ hai, chủ yếu bởi việc di chuyển binh lính và phân phối xăng dầu. Thị phần của ngành đường sắt đã tăng lên 74% vào năm 1945, với 94 tỷ lượt hành khách. Sau chiến tranh, các tuyến đường sắt xuềnh xoàng đã được "trẻ hóa" với những chuyến tàu nhanh và sang trọng hơn. Tuy vậy, những chuyến tàu mới này chỉ mang lại giải pháp tạm thời cho tình hình khủng hoảng khi đó. Ngay cả khi du lịch bùng nổ sau chiến tranh, tỷ lệ hành khách đi lại trong thị phần chung đã giảm xuống 46% vào năm 1950, sau đó là 32% vào năm 1957. Ngành đường sắt thực chất đã thua lỗ về dịch vụ hành khách kể từ Đại khủng hoảng, kéo dài đến sau này. Trầm trọng nhất có thể kể đến khoản thâm hụt lên tới 723 triệu đô la vào năm 1957. Đối với nhiều tuyến đường sắt, những khoản lỗ này có thể đe dọa nghiêm trọng đến khả năng tài chính.

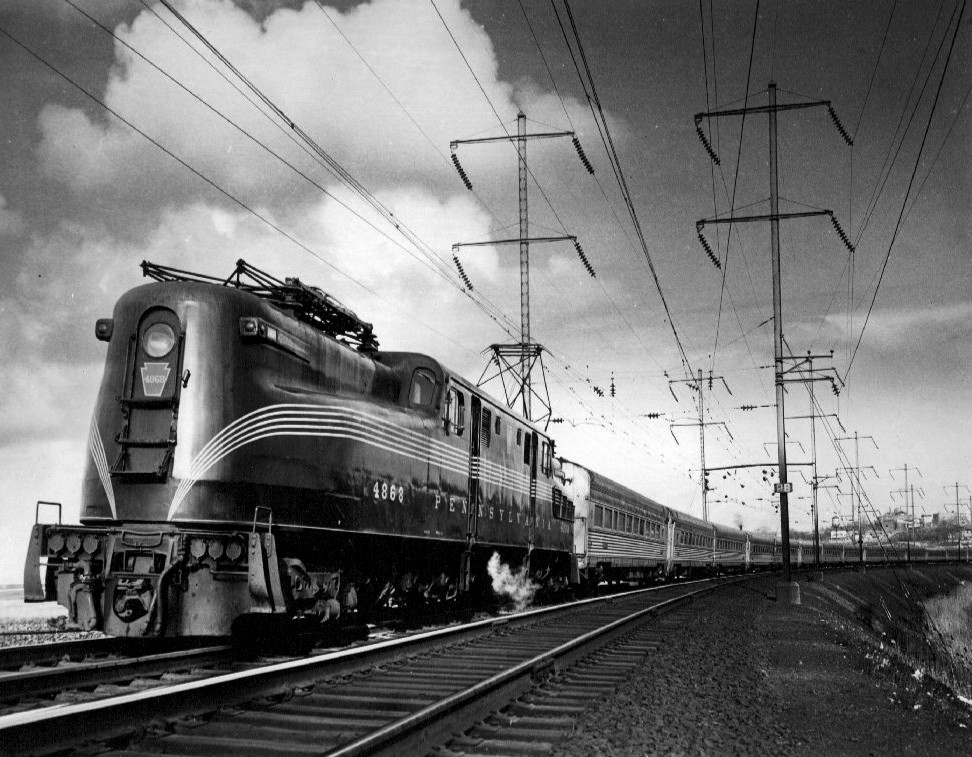
Tàu Congressional của Tuyến đường sắt Pennsylvania vào những năm 1960.

Nguyên nhân của sự suy giảm đã được tranh luận gay gắt. Hệ thống đường cao tốc quốc gia và các sân bay, thứ cạnh tranh trực tiếp với đường sắt, được chính phủ tài trợ. Trong khi đó, các công ti đường sắt phải tự chi trả cho cơ sở hạ tầng của mình. Văn hóa xe hơi của Mỹ cũng phát triển trong những năm sau Thế chiến thứ hai. Quy định về giá cước của Kỷ nguyên tiến bộ đã hạn chế khả năng thu lợi nhuận của đường sắt. Ngoài ra, họ cũng phải đối mặt với các quy tắc làm việc cổ hủ và mối quan hệ không linh hoạt với các tổ chức công đoàn. Ví dụ, người lao động sẽ tiếp tục nhận được một ngày lương cho những ngày làm việc từ 100 đến 150 dặm (160 đến 240 km). Streamliners đã đề cập đến điều đó trong hai giờ.
Các vấn đề tiếp cận một cuộc khủng hoảng trong những năm 1960. Dịch vụ vận tải hành khách tuyến-dặm đã giảm từ 107.000 dặm (172.000 km) vào năm 1958 xuống còn 49.000 dặm (79.000 km) vào năm 1970, năm cuối cùng của hoạt động tư nhân. Việc chuyển phát thư của Bộ Bưu điện Hoa Kỳ chuyển hướng hầu hết từ tàu chở khách sang xe tải, máy bay và tàu chở hàng vào cuối năm 1967 đã tước đi doanh thu rất cần thiết của những chuyến tàu đó. Đáp lại điều đó một cách trực tiếp, Tuyến đường sắt Atchison, Topeka và Santa Fe đã đề nghị ngừng 33 trong số 39 chuyến tàu còn lại của họ, chấm dứt gần như tất cả dịch vụ vận tải hành khách trên một trong những tuyến đường sắt lớn nhất trong nước. Thiết bị mà các tuyến đường sắt đặt hàng sau Thế chiến thứ hai giờ đã 20 năm tuổi, cũ nát và cần được thay thế.

### Sự hình thành

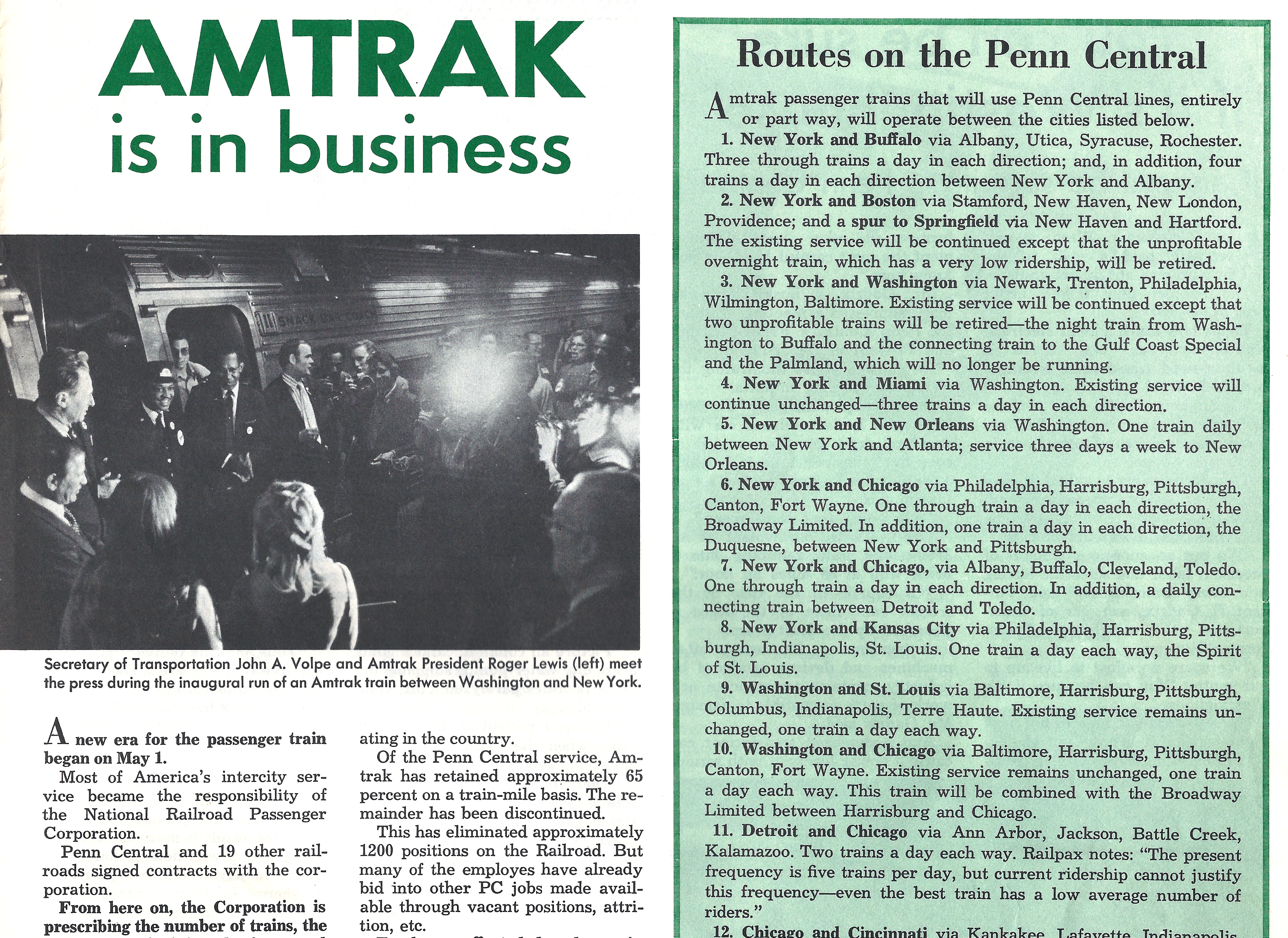
Ấn phẩm do nhân viên của Penn Central Railroad thông báo khánh thành Amtrak vào ngày 1 tháng 5 năm 1971. Danh sách màu xanh lá, bên phải là các tuyến đường Penn Central Amtrak.

Hành lang Đông Bắc (NEC) và các tuyến đường phụ. Các đoạn tuyến thuộc sở hữu của Amtrak được hiển thị bằng màu đỏ.

Khi dịch vụ chở hành khách giảm sút, nhiều đề xuất khác nhau đã được đưa ra để giải cứu tình trạng này. Báo cáo Doyle năm 1961 đề xuất các tuyến đường sắt tư nhân nên tập hợp các dịch vụ của họ thành một thể duy nhất. Các đề xuất tương tự đã được đưa ra vào năm 1965 và 1968 nhưng không thu hút được sự ủng hộ. Chính phủ liên bang đã thông qua Đạo luật Vận tải Mặt đất Cao tốc năm 1965 để tài trợ cho các chương trình thí điểm ở Hành lang Đông Bắc, nhưng điều này không giải quyết được tình trạng thiếu hụt hành khách. Vào cuối năm 1969, nhiều đề xuất đã xuất hiện tại Quốc hội Hoa Kỳ, bao gồm trợ cấp thiết bị, trợ cấp tuyến đường và cuối cùng là thành lập một "công ty bán công" để tiếp quản hoạt động của các chuyến tàu chở khách liên tỉnh. Các vấn đề trở nên căng thẳng vào ngày 21 tháng 6 năm 1970, khi Penn Central, tuyến đường sắt lớn nhất ở Đông Bắc Hoa Kỳ, đang đứng trước nguy cơ phá sản và đệ đơn xin ngừng hoạt động 34 chuyến tàu chở khách của mình.
Vào tháng 10 năm 1970, Quốc hội đã thông qua và Tổng thống Richard Nixon đã ký thành luật, Đạo luật Dịch vụ Hành khách Đường sắt. Những người ủng hộ dự luật, do Hiệp hội Hành khách Đường sắt Quốc gia (NARP) đứng đầu, đã tìm kiếm nguồn tài trợ của chính phủ để đảm bảo việc tiếp tục các chuyến tàu chở khách. Họ hình thành Công ty Hành khách Đường sắt Quốc gia (NRPC), một công ty bán đại chúng sẽ được quản lý như một tổ chức vì lợi nhuận, nhưng sẽ nhận tài trợ của người nộp thuế và đảm nhận việc vận hành các chuyến tàu chở khách liên tỉnh.
Có một số quy định chính:
- Bất kỳ dịch vụ vận hành hành khách đường sắt liên tỉnh đều có thể ký hợp đồng với NRPC, do đó tham gia vào hệ thống quốc gia.
- Chính phủ liên bang Hoa Kỳ, thông qua Bộ trưởng Giao thông vận tải, sẽ sở hữu tất cả cổ phiếu ưu đãi đã phát hành và đang lưu hành của NRPC.[35]
- Các tuyến đường sắt tham gia NRPC đã mua vào bằng cách sử dụng công thức dựa trên tổn thất hành khách liên tỉnh gần đây của họ. Giá mua có thể được đáp ứng bằng tiền mặt hoặc toa xe; đổi lại, ngành đường sắt nhận được cổ phiếu phổ thông của NRPC.
- Bất kỳ tuyến đường sắt nào tham gia đều được miễn nghĩa vụ vận hành dịch vụ hành khách liên tỉnh sau ngày 1 tháng 5 năm 1971, ngoại trừ những dịch vụ được Bộ Giao thông vận tải (DOT) chọn như một phần của "hệ thống cơ bản" của dịch vụ và được NRPC thanh toán bằng cách sử dụng quỹ liên bang.
- Các tuyến đường sắt đã chọn không tham gia hệ thống NRPC được yêu cầu tiếp tục vận hành dịch vụ hành khách hiện tại của họ cho đến năm 1975, vào thời điểm đó họ có thể theo đuổi quy trình phê duyệt thông thường của ICC đối với bất kỳ sự gián đoạn hoặc thay đổi nào đối với dịch vụ.

Trong số 26 tuyến đường sắt vẫn cung cấp dịch vụ hành khách liên tỉnh vào năm 1970, chỉ có sáu tuyến từ chối tham gia NRPC.
Tên thương hiệu hoạt động ban đầu của NRPC là Railpax, nhưng chưa đầy hai tuần trước khi bắt đầu hoạt động, tên tiếp thị chính thức đã được đổi thành Amtrak, một từ ghép của các từ America và trak, bản thân từ sau này là một cách viết giật gân của track.
Gần như tất cả mọi người tham gia dự kiến thử nghiệm sẽ tồn tại trong thời gian ngắn. Chính quyền Nixon và nhiều người trong cuộc ở Washington coi NRPC là một cách thích hợp về mặt chính trị để Tổng thống và Quốc hội cung cấp cho các chuyến tàu chở khách một "cơn bão cuối cùng" theo yêu cầu của công chúng. Họ mong đợi NRPC sẽ lặng lẽ biến mất khi sự quan tâm của công chúng giảm dần. Sau khi tạp chí Fortune vạch trần sự quản lý yếu kém vào năm 1974, Louis W. Menk, chủ tịch của Burlington Northern Railroad, nhận xét rằng câu chuyện đang phá hoại kế hoạch phá bỏ Amtrak. Những người ủng hộ cũng hy vọng rằng sự can thiệp của chính phủ sẽ diễn ra trong thời gian ngắn và Amtrak sẽ sớm có thể tự hỗ trợ. Cả hai quan điểm đều không được chứng minh là đúng; sự ủng hộ rộng rãi đã cho phép Amtrak tiếp tục hoạt động lâu hơn những gì các nhà phê bình tưởng tượng, trong khi kết quả tài chính khiến cho dịch vụ tàu chở khách quay trở lại hoạt động của đường sắt tư nhân là không khả thi.

### Thập niên 70: Kỷ nguyên Cầu vồng

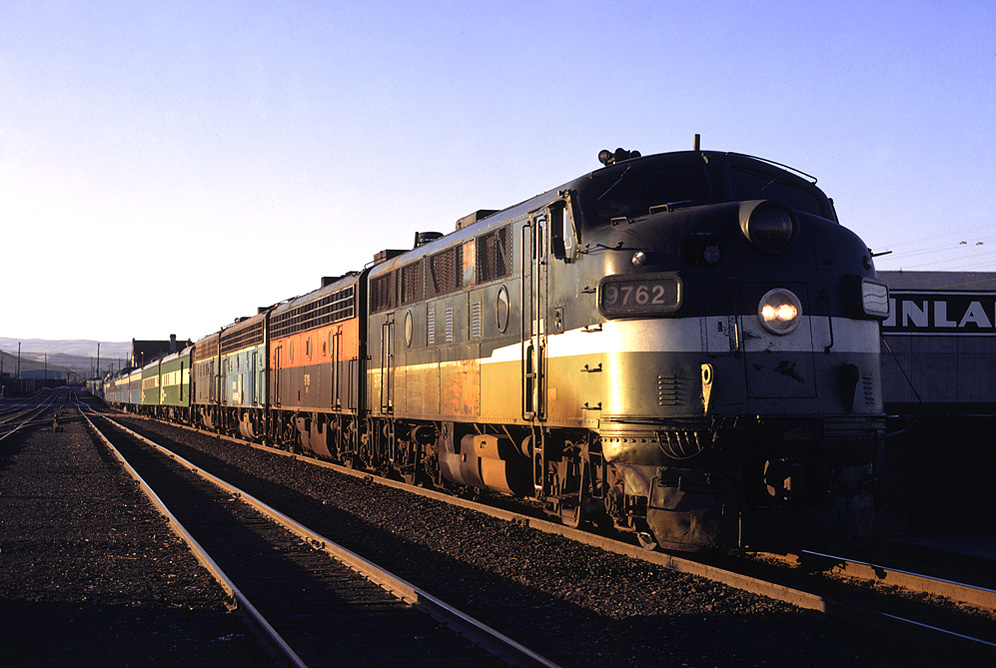
North Coast Hiawatha đỗ gần Yakima, Washington, vào tháng 7 năm 1971. Đây là một ví dụ về đoàn tàu (consist) "cầu vồng" của Amtrak thời kỳ đầu, theo đó các thiết bị được sơn màu của các tuyến đường sắt khác nhau

Amtrak bắt đầu hoạt động vào ngày 1 tháng 5 năm 1971. Amtrak không được tiếp nhận các đường ray hoặc quyền ưu tiên khi mới thành lập. Tất cả các tuyến đường của Amtrak đều là sự tiếp tục của dịch vụ trước đó, mặc dù Amtrak đã cắt bớt khoảng một nửa mạng lưới đường sắt chở khách. Trong số 366 tuyến đường tàu hoạt động trước đây, Amtrak chỉ tiếp tục 184 tuyến. Một số hành lang chính trở thành tuyến đường chỉ dành cho vận chuyển hàng hóa, bao gồm Tuyến Water Level của New York Central Railroad cũ từ New York đến Ohio và tuyến đường Chicago đến Detroit của Grand Trunk Western Railroad. Lịch trình tàu chở khách giảm đã tạo ra sự nhầm lẫn giữa các nhân viên. Tại một số nhà ga, dịch vụ của Amtrak chỉ hoạt động vào đêm khuya hoặc sáng sớm, khiến hành khách phàn nàn. Tranh chấp với các tuyến đường sắt vận chuyển hàng hóa về việc sử dụng đường ray đã khiến một số dịch vụ phải định tuyến lại, tạm thời hủy bỏ hoặc thay thế bằng xe buýt. Mặt khác, việc tạo ra Coast Starlight (tuyến Los Angeles–Seattle) từ ba tuyến đường tàu riêng biệt trước đây đã thành công ngay lập tức, dẫn đến sự gia tăng phục vụ hàng ngày vào năm 1973.
Chỉ cần vận hành một nửa số tuyến đường tàu đã hoạt động trước đó, Amtrak sẽ thuê khoảng 1.200 toa chở khách tốt nhất trong số 3.000 toa mà các tuyến đường sắt tư nhân sở hữu. Tất cả đều có máy lạnh, và 90% là thép không gỉ dễ bảo trì. Khi Amtrak tiếp quản, các toa hành khách và đầu máy xe lửa ban đầu vẫn giữ nguyên cách phối màu sơn và logo của chủ sở hữu cũ, dẫn đến việc Amtrak chạy các đoàn tàu có màu sắc không đồng đều và thời kỳ này được gọi là "Kỷ nguyên Cầu vồng". Vào giữa năm 1971, Amtrak bắt đầu mua một số thiết bị mà nó có cho thuê, gồm 286 đầu máy diesel EMD E và F, 30 đầu máy điện GG1 và 1.290 toa xe khách. Đến năm 1975, màu sơn của Amtrak chính thức được sơn trên hầu hết các thiết bị của Amtrak và các đầu máy xe lửa mới mua cũng như đầu máy toa xe bắt đầu xuất hiện.

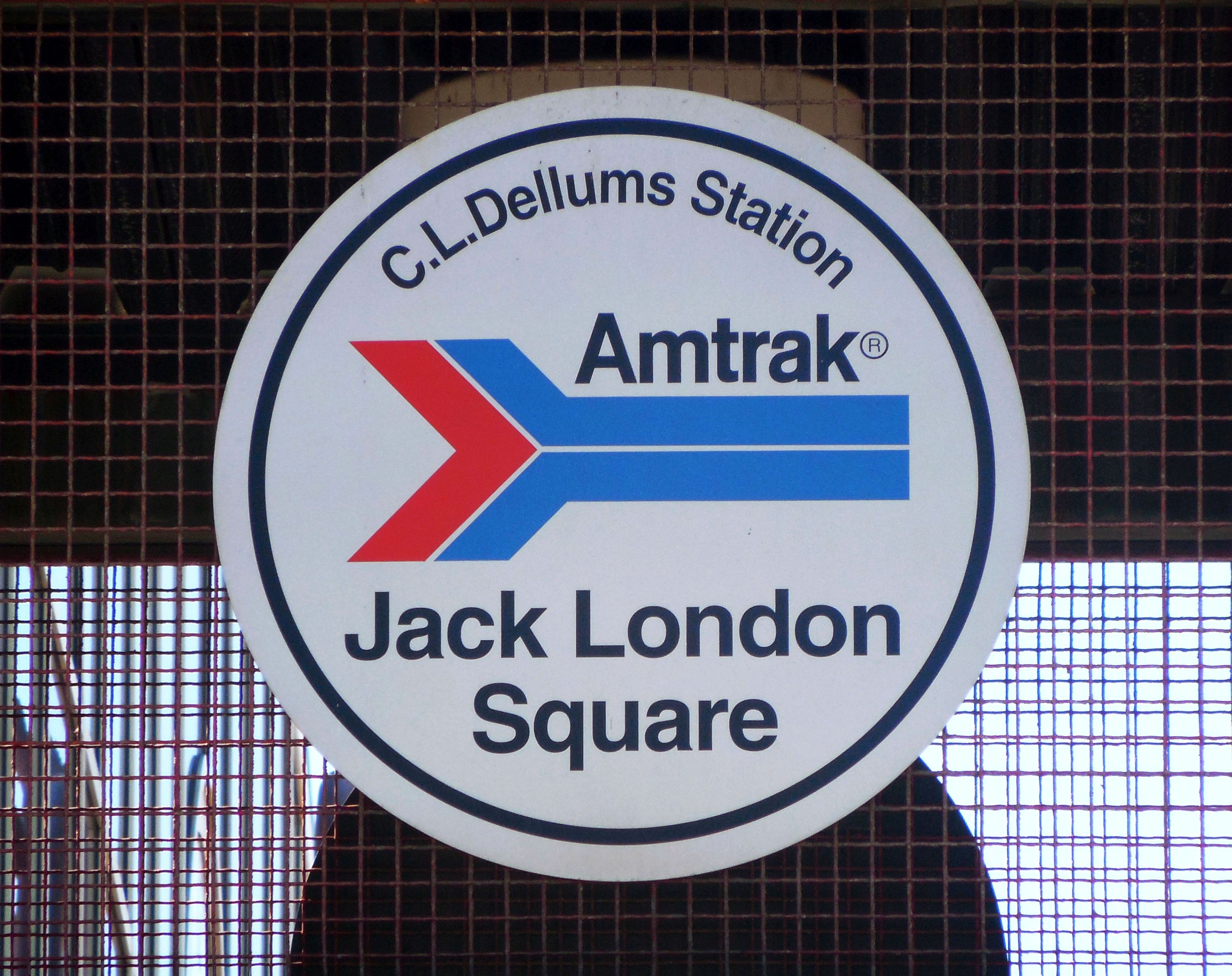
Logo Amtrak cổ điển được trưng bày tại nhà ga Oakland – Jack London Square, California

Amtrak thừa hưởng các vấn đề với các nhà ga xe lửa (đáng chú ý nhất là việc bảo trì bị trì hoãn) và các cơ sở dư thừa từ các tuyến đường sắt cạnh tranh từng phục vụ cùng trong khu vực. Ví dụ: vào ngày bắt đầu, Amtrak được giao trách nhiệm định tuyến lại các chuyến tàu chở khách từ bảy nhà ga xe lửa ở Chicago (LaSalle, Dearborn, Grand Central, Randolph, Chicago Northwestern Terminal, Central và Union) thành một nhà ga duy nhất, Ga Union. Tại Thành phố New York, Amtrak phải duy trì hai ga (Penn và Grand Central) do thiếu kết nối đường ray để đưa các chuyến tàu từ ngoại ô New York vào Ga Penn; vấn đề đã được khắc phục sau khi Empire Connection được xây dựng vào năm 1991. Chương trình Nhà ga Tiêu chuẩn Amtrak được khởi động vào năm 1978 và đề xuất xây dựng một thiết kế nhà ga tiêu chuẩn trên toàn hệ thống với mục đích giảm chi phí, tăng tốc độ xây dựng và cải thiện hình ảnh công ty. Tuy nhiên, tuyến đường sắt thiếu kinh phí cuối cùng sẽ xây dựng tương đối ít các nhà ga tiêu chuẩn này.

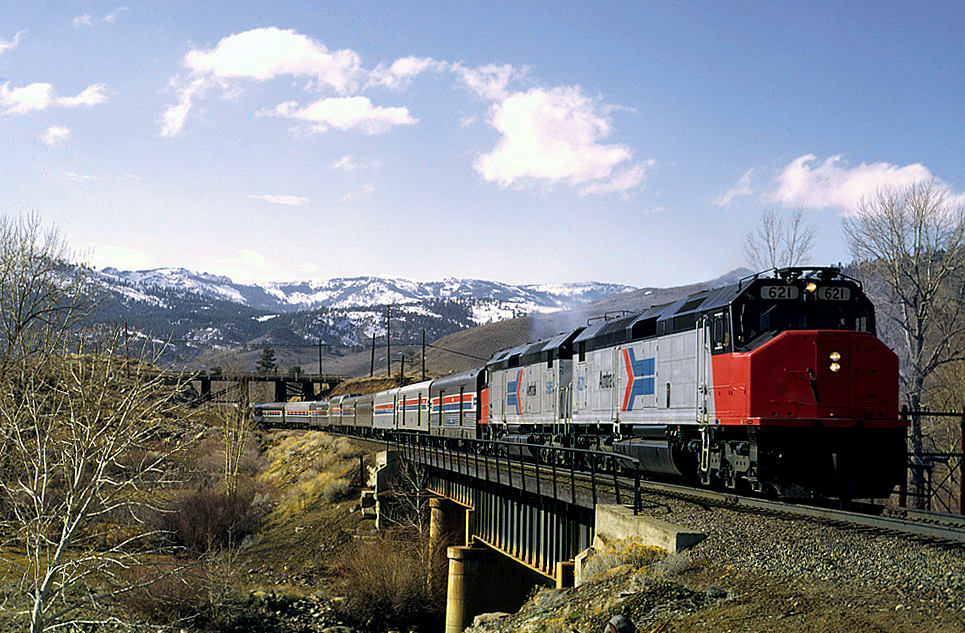
Amtrak EMD SDP40F với San Francisco Zephyr vào năm 1975. Đến giữa những năm 1970, thiết bị của Amtrak đã có được bản sắc riêng.

Amtrak sớm có cơ hội giành được quyền ưu tiên. Sau sự phá sản của một số tuyến đường sắt phía đông bắc vào đầu những năm 1970, bao gồm cả Penn Central, công ty sở hữu và vận hành Hành lang Đông Bắc (Northeast Corridor - NEC), Quốc hội đã thông qua Đạo luật Cải cách Quy định và Khôi phục Đường sắt năm 1976. Một phần lớn của đạo luật hướng đến việc tạo ra Conrail, nhưng luật cũng cho phép chuyển các phần của NEC chưa thuộc sở hữu của các cơ quan nhà nước sang Amtrak. Amtrak mua lại phần lớn NEC vào ngày 1 tháng 4 năm 1976. (Phần ở Massachusetts thuộc sở hữu của Commonwealth và do Amtrak quản lý. Tuyến đường từ New Haven đến New Rochelle thuộc sở hữu của Cơ quan Giao thông Đô thị New York và Sở Giao thông Vận tải Connecticut với tên gọi Tuyến New Haven.) Tuyến đường chính này đã trở thành tài sản được ví như "viên ngọc quý" của Amtrak và giúp ngành đường sắt tạo ra doanh thu. Mặc dù lượng hành khách và doanh thu của NEC cao hơn bất kỳ các phân khúc khác trong hệ thống, nhưng chi phí vận hành và bảo trì các tuyến hành lang tỏ ra quá cao. Do đó, trợ cấp liên bang của Amtrak đã tăng lên đáng kể. Trong những năm tiếp theo, các đoạn tuyến đường ngắn khác không cần thiết cho hoạt động vận chuyển hàng hóa đã được chuyển giao cho Amtrak.
Trong thập kỷ đầu tiên, Amtrak không đạt được sự độc lập về tài chính, điều này vẫn tiếp diễn cho đến ngày nay, nhưng nó đã đạt được thành công khiêm tốn trong việc xây dựng lại về mặt thương mại. Các yếu tố bên lề không khuyến khích các phương tiện giao thông cạnh tranh, chẳng hạn như tình trạng thiếu nhiên liệu làm tăng chi phí đi lại bằng ô tô và máy bay, và các cuộc đình công làm gián đoạn hoạt động của các hãng hàng không. Các khoản đầu tư vào đường ray, thiết bị và thông tin của Amtrak cũng khiến Amtrak phù hợp hơn với nhu cầu vận tải của Mỹ. Lượng hành khách của Amtrak tăng từ 16,6 triệu vào năm 1972 lên 21 triệu vào năm 1981.
Vào tháng 2 năm 1978, Amtrak chuyển trụ sở chính đến 400 N Capitol Street W, Washington D.C.

### Thập niên 1980 và 1990: Kỷ nguyên xây dựng
Năm 1982, William Graham Claytor Jr., cựu Bộ trưởng Hải quân và cũng là người đứng đầu Southern Railway đã nghỉ hưu để lãnh đạo Amtrak. Trong thời gian làm việc tại Southern, Claytor là người chỉ trích gay gắt những người quản lý trước đây của Amtrak, đều là những người đều không xuất thân từ ngành đường sắt. Bộ trưởng Giao thông vận tải Drew Lewis đã trích dẫn lời chỉ trích này như một lý do tại sao Claytor của Đảng Dân chủ được Nhà Trắng Reagan chấp nhận.(tr7) Mặc dù thường xuyên xung đột với chính quyền Reagan về vấn đề tài trợ, Claytor lại có mối quan hệ tốt với Lewis, John H. Riley, người đứng đầu Cục Quản lý Đường sắt Liên bang (FRA) và với các thành viên của Quốc hội. Nguồn vốn hạn chế khiến Claytor phải sử dụng nợ ngắn hạn để tài trợ cho các hoạt động của công ty.
Dựa trên sự phát triển về cơ khí trong những năm 1970, Dịch vụ Metroliner Washington–New York tốc độ cao đã được cải tiến với thiết bị mới và lịch trình nhanh hơn. Thời gian di chuyển giữa New York và Washington, D.C. đã giảm xuống dưới 3 giờ do cải tiến hệ thống và trạm dừng được hạn chế. Cải tiến này được cho là lý do tại sao Amtrak tăng tỷ lệ các chuyến đi liên thành phố giữa các thành phố dọc theo hành lang. Ở những nơi khác trong nước, có nhu cầu về dịch vụ đường sắt chở khách đã dẫn đến việc tạo ra 5 tuyến đường mới do tiểu bang hỗ trợ ở California, Illinois, Missouri, Oregon và Pennsylvania, với tổng số 15 tuyến đường do tiểu bang hỗ trợ.
Amtrak đã bổ sung thêm hai chuyến tàu vào năm 1983, California Zephyr giữa Oakland và Chicago qua Denver và hồi sinh Auto Train, một dịch vụ độc đáo chuyên chở cả hành khách và phương tiện của họ. Amtrak đã quảng cáo đây là một cách tuyệt vời để tránh giao thông dọc theo I-95 chạy giữa Lorton, Virginia (gần Washington, D.C.) và Sanford, Florida (gần Orlando) trên tuyến Silver Star.
Trong những năm 1980 và 1990, các nhà ga ở Baltimore, Chicago và Washington, D.C. đã được cải tạo, sửa chữa lớn và đường hầm Empire Connection mở cửa vào năm 1991, cho phép Amtrak hợp nhất tất cả các dịch vụ của mình ở New York tại Penn Station. Bất chấp những cải tiến, lượng hành khách của Amtrak bị đình trệ ở mức khoảng 20 triệu hành khách mỗi năm, trong bối cảnh viện trợ của chính phủ không đảm bảo từ năm 1981 đến khoảng năm 2000.
Vào đầu những năm 1990, Amtrak đã thử nghiệm một số tàu cao tốc khác nhau từ Châu Âu trên Hành lang Đông Bắc. Một đoàn tàu X 2000 được thuê từ Thụy Điển để chạy thử từ tháng 10 năm 1992 đến tháng 1 năm 1993, sau đó là các chuyến tàu dịch vụ thu về doanh thu giữa Washington, D.C. và Thành phố New York từ tháng 2 đến tháng 5 và tháng 8 đến tháng 9 năm 1993. Siemens đã giới thiệu chuyến tàu ICE 1 từ Đức, tổ chức Chuyến tham quan Bắc Mỹ bằng tàu ICE, bắt đầu hoạt động trên Hành lang Đông Bắc vào ngày 3 tháng 7 năm 1993.
Năm 1993, Thomas Downs kế nhiệm Claytor, trở thành vị chủ tịch thứ năm của Amtrak. Mục tiêu được nêu vẫn là "hoạt động tự cung tự cấp". Tuy nhiên, vào thời điểm này, Amtrak đã có một khoản nợ lớn sau nhiều năm thiếu vốn. Vào giữa những năm 1990, Amtrak đã phải trải qua một cuộc khủng hoảng tiền mặt nghiêm trọng. Dưới thời Downs, Quốc hội đã thêm vào một điều khoản trong Đạo luật Cứu trợ người Đóng thuế năm 1997 dẫn đến việc Amtrak nhận được một khoản hoàn thuế trị giá 2,3 tỷ đô la để giải quyết cuộc khủng hoảng tiền mặt của công ty. Tuy nhiên, Quốc hội cũng thiết lập một "con đường trượt" để tự cung tự cấp về mặt tài chính, ngoại trừ các khoản thanh toán thuế hưu trí đường sắt.
George Warrington trở thành vị chủ tịch thứ sáu của Amtrak vào năm 1998, với nhiệm vụ giúp cho Amtrak tự túc về mặt tài chính. Dưới thời Warrington, công ty đã cố gắng mở rộng sang lĩnh vực vận chuyển hàng hóa hỏa tốc, đặt Amtrak vào thế cạnh tranh với các tuyến đường sắt vận chuyển hàng hóa "chủ nhà" và ngành vận tải đường bộ.
Vào ngày 9 tháng 3 năm 1999, Amtrak công bố kế hoạch của mình cho Acela Express, một chuyến tàu cao tốc trên Hành lang Đông Bắc giữa Washington, D.C. và Boston. Một số thay đổi đã được thực hiện đối với hành lang để phù hợp với các chuyến tàu điện tốc độ cao hơn. Dự án Điện khí hóa Northend đã mở rộng quá trình điện khí hóa hiện có từ New Haven, Connecticut, đến Boston để hoàn thành việc cung cấp điện trên cao dọc theo tuyến đường dài 454 dặm (731 km) và một số điểm giao cắt đã được cải thiện hoặc loại bỏ.

### Thập niên 2000: Tăng trưởng trong thế kỷ 21

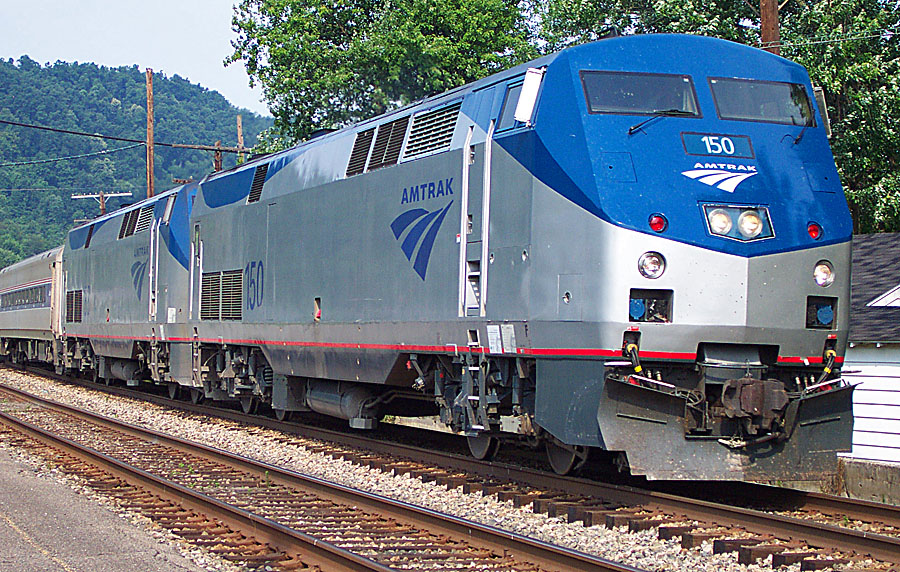
Đầu máy diesel GE Genesis kéo theo Cardinal vào năm 2006. Vào thế kỷ 21, Amtrak đã thay thế F40PH bằng dòng Genesis

Lượng hành khách đã tăng lên trong thập kỷ đầu tiên của thế kỷ 21 sau khi thực hiện các cải thiện vốn ở NEC và do tăng chi phí nhiên liệu ô tô. Ngoài ra việc khánh thành Đường sắt cao tốc Acela vào cuối năm 2000 đã tạo ra sự chú ý và dẫn đến lượng hành khách tăng lên đáng kể. Tuy nhiên, đến cuối những năm 1990 và đầu thế kỷ 21, Amtrak không thể bổ sung đủ doanh thu từ mảng vận chuyển hàng hóa nhanh hoặc cắt giảm các khoản chi tiêu khác để hòa vốn. Đến năm 2002, Amtrak rõ ràng là không thể tự cung tự cấp về tài chính, nhưng Quốc hội vẫn tiếp tục cho phép tài trợ và giải phóng Amtrak khỏi việc tự cung tự cấp về mặt tài chính. Đầu năm 2002, David L. Gunn thay thế Warrington lên làm vị chủ tịch thứ bảy của Amtrak. Khác với lời hứa của những người tiền nhiệm về việc giúp Amtrak tự cung tự cấp trong ngắn hạn, Gunn lập luận rằng không có hình thức vận tải hành khách nào ở Hoa Kỳ là tự túc vì nền kinh tế hiện đang được cấu trúc. Đường cao tốc, sân bay và kiểm soát không lưu đều yêu cầu sự chi tiêu lớn từ chính phủ để xây dựng và vận hành, Quỹ ủy thác đường cao tốc và Quỹ ủy thác hàng không được thanh toán bằng phí sử dụng, lượng nhiên liệu đường cao tốc và thuế đường bộ, còn trong trường hợp của Quỹ chung, từ thuế chung. Gunn đã loại bỏ hầu hết các hoạt động kinh doanh chuyển phát nhanh hàng hóa và tiếp tục làm việc để loại bỏ việc bảo trì bị trì hoãn.
Kế hoạch của chính quyền Bush là "tư nhân hóa các bộ phận của hệ thống đường sắt chở khách quốc gia và tách các bộ phận khác thành sở hữu một phần của nhà nước" đã gây ra sự bất đồng trong hội đồng quản trị của Amtrak. Đến cuối năm 2005, Gunn bị sa thải và được thay thế bởi Alexander Kummant (2006–2008), đã cam kết vận hành mạng lưới đường sắt quốc gia, và giống như Gunn, phản đối quan điểm đặt Hành lang Đông Bắc dưới quyền sở hữu riêng. Ông nói rằng việc loại bỏ các tuyến đường dài của hệ thống sẽ đồng nghĩa với việc bán tài sản quốc gia ngang bằng với các công viên quốc gia và việc Amtrak từ bỏ các tuyến đường này sẽ là không thể đảo ngược. Vào cuối năm 2006, Amtrak đã không thành công trong việc tìm kiếm khoản tài trợ của quốc hội hàng năm trị giá 1 tỷ đô la trong mười năm. Đầu năm 2007, Amtrak đã tuyển dụng 20.000 người ở 46 tiểu bang và phục vụ 25 triệu hành khách mỗi năm, đây mức cao nhất kể từ khi thành lập vào năm 1970. Politico đã lưu ý một vấn đề quan trọng là: "hệ thống đường sắt thường xuyên hoạt động trong tình trạng thua lỗ. Một mô hình đã xuất hiện: Quốc hội bác bỏ các khoản cắt giảm do Nhà Trắng yêu cầu và chiếm dụng đủ tiền để giữ cho Amtrak không rơi vào tình trạng mất khả năng thanh toán. Nhưng, những người ủng hộ Amtrak nói, điều đó không phải là đủ để sửa chữa những tai ương của hệ thống."
Joseph H. Boardman đã thay thế Kummant làm chủ tịch và CEO vào cuối năm 2008.

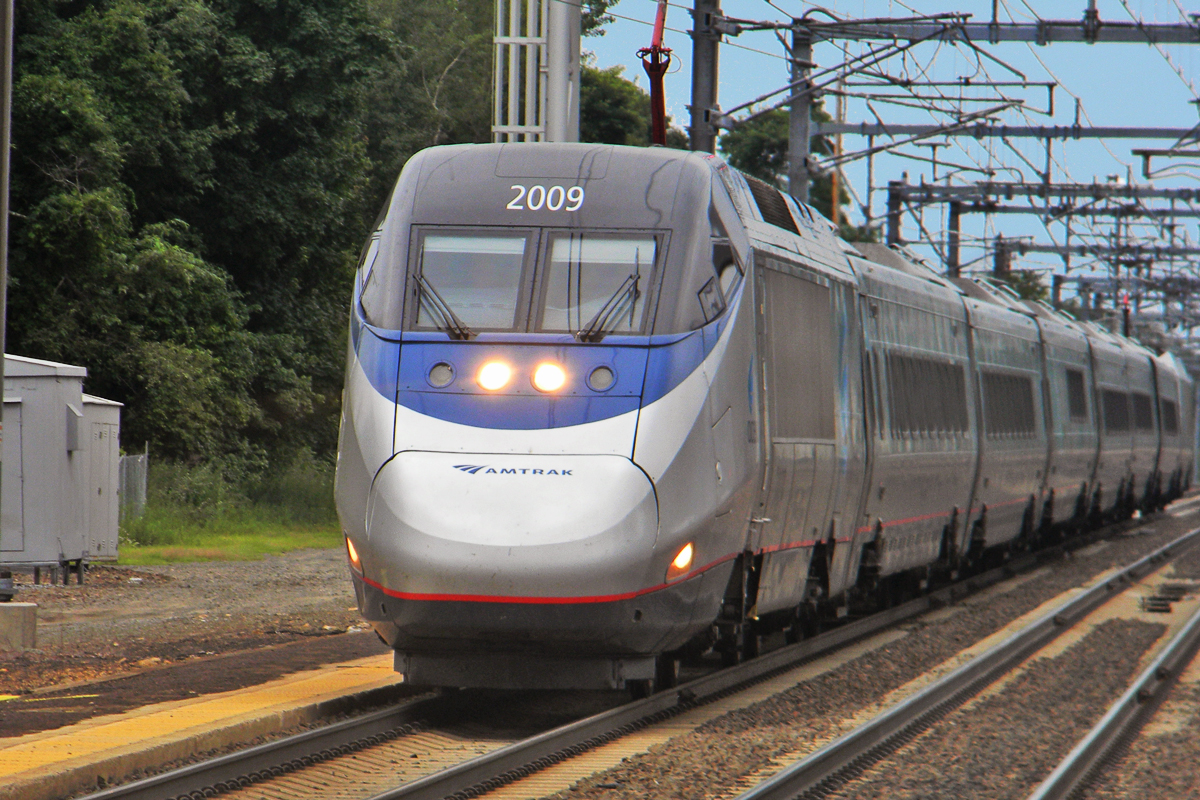
Acela tại Old Saybrook, Connecticut, vào năm 2011

Năm 2011, Amtrak công bố ý định cải thiện và mở rộng hành lang đường sắt cao tốc từ Ga Penn ở New York, trong các đường hầm và những tuyến đường đôi mới dưới Sông Hudson đến Newark, NJ, được gọi là Gateway Program, ban đầu dự án được ước tính với trị giá 13,5 tỷ USD (tương đương 18 tỷ USD vào năm 2022).
Từ tháng 5 năm 2011 đến tháng 5 năm 2012, Amtrak kỷ niệm 40 năm thành lập với các lễ hội trên khắp đất nước, dịp kỷ niệm được bắt đầu vào Ngày Tàu lửa Quốc gia (7 tháng 5 năm 2011). Một cuốn sách kỷ niệm có tựa đề Amtrak: An American Story đã được xuất bản, một bộ phim tài liệu được sản xuất, sáu đầu máy xe lửa được sơn theo bốn mẫu sơn trước đó của Amtrak và một Đoàn tàu Triển lãm đã đi khắp đất nước thăm 45 cộng đồng và chào đón hơn 85.000 du khách.
Sau nhiều năm làm CEO tại Amtrak, vào tháng 12 năm 2013, Boardman đã được tạp chí Railway Age vinh danh là "Người làm đường sắt của năm", trong đó lưu ý rằng với hơn 5 năm làm việc, ông là người quản lý có thời gian tại vị lâu thứ hai trong công ty kể từ khi Amtrak được thành lập cách đây hơn 40 năm. Vào ngày 9 tháng 12 năm 2015, Boardman thông báo trong lá thư gửi nhân viên rằng ông sẽ rời Amtrak vào tháng 9 năm 2016. Ông đã thông báo cho Hội đồng quản trị Amtrak về quyết định của mình vào tuần trước. Vào ngày 19 tháng 8 năm 2016, Hội đồng quản trị Amtrak đã bổ nhiệm cựu Chủ tịch & Giám đốc điều hành của Norfolk Southern Railway là Charles "Wick" Moorman làm người kế nhiệm Boardman và có hiệu lực từ ngày 1 tháng 9 năm 2016. Trong nhiệm kỳ của mình, Moorman không nhận lương và ông coi vai trò của mình là một trong những "Giám đốc điều hành chuyển tiếp", người sẽ tổ chức lại Amtrak trước khi chuyển giao nó cho ban lãnh đạo mới.
Vào ngày 17 tháng 11 năm 2016, Gateway Program Development Corporation (GDC) hay còn được gọi là Gateway Program, chương trình này được thành lập với mục đích giám sát và thực hiện cải cách cũng như cải tiến cơ sở hạ tầng đường sắt. GDC là sự hợp tác giữa bang New York, New Jersey và Amtrak. Gateway Program bao gồm cả Dự án Đường hầm Hudson, để xây dựng một đường hầm mới dưới Sông Hudson và cải tạo lại đường hầm sẵn có với tuổi đời hàng thế kỷ cùng với việc xây dựng Cầu Portal North, để thay thế một cây cầu di động có tuổi đời hàng thế kỷ bằng một cấu trúc hiện đại ít bị hư hỏng hơn. Các dự án sau này của Gateway Program, bao gồm việc mở rộng đường ray và sân ga tại Ga Penn ở New York, xây dựng Đường vòng Bergen và các cải tiến khác để tăng gấp đôi công suất cho các chuyến tàu Amtrak và NJ Transit ở khu vực đông đúc nhất, phức tạp nhất của Hành lang Đông Bắc.

### Trích dẫn giải thích
1. ↑  Tên thương mại: Amtrak
2. ↑  Nguyên văn: 20 privately operated intercity passenger rail systems
3. ↑  /ˈæmtræk/
4. ↑  Kí hiệu AMTK, AMTZ
5. ↑  Nguyên văn: passenger-miles.

Đây là đơn vị phản ánh số lượng hành khách và khoảng cách di chuyển, được sử dụng trong các ngành thương mại và dịch vụ vận chuyển hành khách.[13] Để tính hành khách-dặm, ta lấy số lượng hành khách nhân với số dặm di chuyển.[14]

Ví dụ: Một chiếc tàu hoả vận chuyển 100 người đi 300 dặm sẽ tạo ra 30.000 hành khách-dặm.
6. ↑  Nguyên văn: rate regulation

Định nghĩa: Việc thiết lập khung giá tính phí cho khách hàng đối với hàng hóa, dịch vụ phải chịu sự giám sát và/hoặc phê duyệt bởi cơ quan quản lý giá.[20][21]
7. ↑  Nhiên liệu đường cao tốc (highway fuel) có thể hiểu là xăng, nhiên liệu pha trộn có chứa xăng hoặc được sử dụng làm xăng, khí dầu mỏ hóa lỏng và nhiên liệu diesel, nhiên liệu pha trộn có chứa nhiên liệu diesel hoặc được sử dụng làm nhiên liệu diesel và dầu hỏa, trừ dầu hỏa cấp hàng không.[79]
8. ↑  National Train Day

### Trích dẫn
1. ↑  Weinberg, Harrison (ngày 23 tháng 6 năm 2022). "Amtrak Appoints Roger Harris President and Gerhard Williams Executive Vice President of Service Delivery Operations". media.amtrak.com. Truy cập ngày 9 tháng 7 năm 2022.
2. ↑  "Amtrak Announces Bill Flynn to Retire and Names Stephen Gardner as New President and CEO". Amtrak Media. ngày 15 tháng 12 năm 2021. Truy cập ngày 16 tháng 4 năm 2023.
3. 1 2  "Amtrak winner". Spokane Daily Chronicle. Washington, D.C. UPI. ngày 1 tháng 5 năm 1971. tr. 12. Lưu trữ bản gốc ngày 2 tháng 5 năm 2021. Truy cập ngày 20 tháng 5 năm 2020.
4. 1 2  "Last court test fails to clear Amtrak rails". Lewiston Morning Tribune. Idaho. Associated Press. ngày 1 tháng 5 năm 1971. tr. 1. Lưu trữ bản gốc ngày 2 tháng 5 năm 2021. Truy cập ngày 20 tháng 5 năm 2020.
5. ↑  "Amtrak Fact Sheet, Fiscal Year 2017 District of Columbia" (PDF). Amtrak Government Affairs. tháng 11 năm 2017. Lưu trữ (PDF) bản gốc ngày 30 tháng 12 năm 2017. Truy cập ngày 25 tháng 6 năm 2018.
6. ↑  "US Code, Title 49, Section 24302: Board of Directors".
7. ↑  "Báo cáo của Amtrak" (PDF). Truy cập ngày 27 tháng 5 năm 2019.
8. ↑  Puentes, Robert; Tomer, Adie; Kane, Joseph (tháng 3 năm 2013). "A New Alignment: Strengthening America's Commitment to Passenger Rail". The Brookings Institution. Bản gốc lưu trữ ngày 3 tháng 12 năm 2013. Truy cập ngày 15 tháng 1 năm 2015.
9. ↑  "Historical Statistics of the United States" (PDF). U.S. Census. 1957. Lưu trữ (PDF) bản gốc ngày 18 tháng 2 năm 2017. Truy cập ngày 13 tháng 11 năm 2017.
10. 1 2 3  Stover 1997, tr. 219
11. ↑  Carper 1968, tr. 112–113
12. ↑  Solomon 2004, tr. 49–56
13. ↑  "passenger mile", Wiktionary, the free dictionary (bằng tiếng Anh), ngày 16 tháng 1 năm 2023, truy cập ngày 12 tháng 8 năm 2023
14. ↑  "Sky Mart - Glossary - RPK – Revenue Passenger Kilometers". skymartsales.com. Truy cập ngày 12 tháng 8 năm 2023.
15. ↑  Stover 1997, tr. 219–220
16. ↑  Solomon 2004, tr. 154
17. ↑  Solomon 2004, tr. 161
18. ↑  Stover 1997, tr. 220
19. ↑  Saunders 2001, tr. 106–107
20. ↑  admin. "Rate-regulated activities — Comprehensive project". www.iasplus.com (bằng tiếng Anh). Truy cập ngày 14 tháng 8 năm 2023.
21. ↑  "Thuật ngữ IFRS: Rate regulation". IFRS.VN. Truy cập ngày 14 tháng 8 năm 2023.
22. ↑  Saunders 2001, tr. 32–33
23. ↑  Stover 1997, tr. 222
24. ↑  Stover 1997, tr. 228
25. ↑  McCommons 2009, tr. 150–151
26. ↑  Glischinski 1997, tr. 96
27. ↑  Saunders 2003, tr. 55
28. ↑  Saunders 2001, tr. 124
29. ↑  Sanders 2006, tr. 1–3
30. ↑  Pub.L. 91–518, H.R. 17849, 84 Stat. 1327, ban hành tháng 10 30, 1970
31. 1 2  Amtrak Company Profile (FY 2018) (PDF) (Báo cáo). Amtrak. ngày 1 tháng 3 năm 2019. Lưu trữ (PDF) bản gốc ngày 12 tháng 4 năm 2019. Truy cập ngày 27 tháng 5 năm 2019.
32. ↑  Thoms 1973, tr. 38–39
33. ↑  Land, John S. (ngày 17 tháng 10 năm 1971). "Amtrak isn't railroading improvements through to passengers". Eugene Register-Guard. (Oregon). Associated Press. tr. 8A. Lưu trữ bản gốc ngày 10 tháng 5 năm 2021. Truy cập ngày 20 tháng 5 năm 2020.
34. ↑  Thoms 1973, tr. 39–42
35. ↑  "Management discussion Fiscal 2019" (PDF). Lưu trữ (PDF) bản gốc ngày 25 tháng 6 năm 2020. Truy cập ngày 23 tháng 6 năm 2020.
36. ↑  Sanders 2006, tr. 7–8
37. ↑  "Railpax, er, AMTRAK Eyes Loss". Fort Worth Star-Telegram. Associated Press. ngày 20 tháng 4 năm 1971. tr. 21.
38. ↑  "Delay Asked In Rail Plan". Fort Worth Star-Telegram. Associated Press. ngày 20 tháng 4 năm 1971. tr. 1.
39. ↑  Thoms 1973, tr. 51
40. ↑  Luberoff, David (tháng 11 năm 1996). "Amtrak and the States". Governing Magazine. tr. 85.
41. ↑  Loving, Rush Jr. (tháng 3 năm 2009). "Trains formula for fixing Amtrak". Trains.
42. ↑  Casey, Robert J. (ngày 5 tháng 1 năm 1978). "Federal Money, Priorities and the Railroads". Pittsburgh Post-Gazette. Lưu trữ bản gốc ngày 2 tháng 10 năm 2021. Truy cập ngày 2 tháng 10 năm 2021.
43. ↑  Forrester, Steve (ngày 1 tháng 6 năm 1984). "Amtrak funding no longer a battle". Eugene Register-Guard. Lưu trữ bản gốc ngày 2 tháng 10 năm 2021. Truy cập ngày 2 tháng 10 năm 2021.
44. ↑  Stover 1997, tr. 234
45. ↑  Cook, Louise (ngày 1 tháng 5 năm 1971). "Many famous trains roll into history". Lewiston Morning Tribune. Idaho. Associated Press. tr. 1. Lưu trữ bản gốc ngày 9 tháng 5 năm 2021. Truy cập ngày 20 tháng 5 năm 2020.
46. ↑  Sanders 2006, tr. 5–6
47. ↑  "Daylight hours asked for local train". Williamson Daily News. ngày 28 tháng 4 năm 1976. Lưu trữ bản gốc ngày 2 tháng 10 năm 2021. Truy cập ngày 2 tháng 10 năm 2021.
48. ↑  "Temporarily Halt Rail Service To Repair Penn-Central Tracks". Times-Union. Warsaw, Indiana. ngày 2 tháng 8 năm 1974. Lưu trữ bản gốc ngày 2 tháng 10 năm 2021. Truy cập ngày 2 tháng 10 năm 2021.
49. ↑  "Hoosiers fighting over rails". The Rochester Sentinel. Associated Press. ngày 14 tháng 7 năm 1978. Lưu trữ bản gốc ngày 2 tháng 10 năm 2021. Truy cập ngày 2 tháng 10 năm 2021.
50. ↑  Barr, Robert A. (ngày 18 tháng 3 năm 1973). "Amtrak's coastal train may run daily in June". The Seattle Times. tr. D12.
51. ↑  Barr, Robert A. (ngày 14 tháng 6 năm 1972). "Riders filling Amtrak's Seattle-San Diego trains". The Seattle Times. tr. H4.
52. ↑  ""We've Rejected 2 Out Of Every 3 Cars" advertisement, 1971". Amtrak. ngày 11 tháng 6 năm 2013. Lưu trữ bản gốc ngày 10 tháng 9 năm 2018. Truy cập ngày 21 tháng 4 năm 2018.
53. ↑  "Amtrak interiors through the years". USA Today. ngày 27 tháng 9 năm 2017. Lưu trữ bản gốc ngày 22 tháng 3 năm 2018. Truy cập ngày 21 tháng 3 năm 2018.
54. ↑  Kelly, John (ngày 5 tháng 6 năm 2001). "Amtrak's beginnings". Classic Trains Magazine. Lưu trữ bản gốc ngày 15 tháng 10 năm 2015. Truy cập ngày 29 tháng 12 năm 2010.
55. ↑  "Digging into the Archives: The West Side Connection". Amtrak History. Amtrak. ngày 3 tháng 4 năm 2013. Lưu trữ bản gốc ngày 25 tháng 6 năm 2018. Truy cập ngày 25 tháng 6 năm 2018.
56. ↑  ""The Amtrak Standard Stations Program". Amtrak. ngày 4 tháng 3 năm 2013. Bản gốc lưu trữ ngày 21 tháng 3 năm 2013. Truy cập ngày 27 tháng 7 năm 2019.
57. ↑  Standard Stations Program Executive Summary. National Railroad Passenger Corporation (Office of the Chief Engineer). 1978.
58. ↑  Sanders, Craig (ngày 11 tháng 5 năm 2006). Amtrak in the Heartland. Bloomington: Indiana University Press. tr. 270. ISBN 978-0-253-02793-1. OCLC 965827095.
59. ↑  Railroad Revitalization and Regulatory Reform Act, Pub.L. 94–210, 90 Stat. 31, 45 U.S.C. § 801. February 5, 1976.
60. ↑  "Northeast Corridor Main Line". U.S. Federal Railroad Administration. Bản gốc lưu trữ ngày 2 tháng 12 năm 2011. Truy cập ngày 15 tháng 11 năm 2011.
61. ↑  Frisman, Paul (ngày 13 tháng 11 năm 2014). "Questions About Metro North Railroad And Commuter Rail" (PDF). Connecticut General Assembly - Office of Legislative Research. Lưu trữ (PDF) bản gốc ngày 18 tháng 8 năm 2021. Truy cập ngày 18 tháng 8 năm 2021.
62. ↑  Jones, William H. (ngày 12 tháng 5 năm 1979). "Americans Rediscover The Train; Trains are rediscovered". Washington Post. tr. D8.
63. ↑  Yemma, John (ngày 21 tháng 7 năm 1980). "Years Later, Amtrak is Keeping Riders Won in Gas Pinch". Christian Science Monitor. tr. 4. Lưu trữ bản gốc ngày 3 tháng 9 năm 2009. Truy cập ngày 12 tháng 6 năm 2008.
64. 1 2  Nice, David C. (1998). Amtrak: The History and Politics of a National Railroad. Lynne Rienner Publishers. tr. 24. ISBN 978-1-55587-734-7.
65. ↑  "The second Amtrak corporate headquarters. — Amtrak: History of America's Railroad". History.amtrak.com. ngày 13 tháng 4 năm 2011. Bản gốc lưu trữ ngày 3 tháng 10 năm 2022. Truy cập ngày 27 tháng 6 năm 2022.
66. ↑  Wilner 1994
67. ↑  Alpert, Mark (ngày 23 tháng 10 năm 1989). "Still chugging". Fortune. Bản gốc lưu trữ ngày 22 tháng 4 năm 2005. Truy cập ngày 23 tháng 11 năm 2005.
68. 1 2 3  "1980s—Building a Dream". Amtrak: History of America's Railroad. Lưu trữ bản gốc ngày 14 tháng 8 năm 2017. Truy cập ngày 14 tháng 8 năm 2017.
69. ↑  1999 Annual Report. Amtrak.
70. ↑  "ICE Train North America Tour". Eisenbahntechnische Rundschau (bằng tiếng Đức). Quyển 42 số 11. 1993. tr. 756.
71. ↑  Phillips, Don (ngày 18 tháng 3 năm 1994). "Amtrak Is Way Off Track Fiscally, Its President and the GAO Say". The Washington Post.
72. ↑  Scheinberg, Phyllis F. (ngày 28 tháng 10 năm 1999). Intercity Passenger Rail; Amtrak Faces Challenges in Improving its Financial Condition (Report GAO/T-RCED-00-30) (PDF) (Diễn văn). House Committee on Transportation and Infrastructure Subcommittee on Ground Transportation. Bản gốc (PDF) lưu trữ ngày 24 tháng 6 năm 2008. Truy cập ngày 12 tháng 6 năm 2008.
73. ↑  "Amtrak unveils high-speed shuttle trains for busy travelers – Service between Boston, Washington is designed to compete with airlines". Milwaukee Journal Sentinel. ngày 10 tháng 3 năm 1999. Bản gốc lưu trữ ngày 26 tháng 10 năm 2012. Truy cập ngày 29 tháng 8 năm 2009.
74. 1 2  "Amtrak To Unveil High-Speed Service". Associated Press. ngày 9 tháng 3 năm 1999. Bản gốc lưu trữ ngày 26 tháng 10 năm 2012. Truy cập ngày 29 tháng 8 năm 2009.
75. ↑  "At-grade crossings: Innovation, safety, sophisticated new technology". Railway Track and Structures. ngày 1 tháng 6 năm 1999. Truy cập ngày 29 tháng 8 năm 2009.
76. ↑  Public Archaeology Laboratory (2001). Amtrak's High Speed Rail Program, New Haven to Boston: History and Historic Resources (PDF). National Railroad Passenger Corporation (Amtrak). Bản gốc (PDF) lưu trữ ngày 5 tháng 10 năm 2022. Truy cập ngày 23 tháng 1 năm 2023.
77. ↑  Wirzbicki, Alan (ngày 31 tháng 10 năm 2007). "Senate votes to increase funding for Amtrak service". The Boston Globe. Lưu trữ bản gốc ngày 23 tháng 9 năm 2009. Truy cập ngày 12 tháng 6 năm 2008.
78. ↑  Gunn, David L. (ngày 20 tháng 6 năm 2002). Testimony of David Gunn Before Senate Committee on Appropriations Subcommittee on Transportation and Related Agencies (Diễn văn). Senate Committee on Appropriations Subcommittee on Transportation and Related Agencies. Bản gốc lưu trữ ngày 27 tháng 6 năm 2012. Truy cập ngày 12 tháng 6 năm 2008.
79. ↑  "Highway fuel definition". lawinsider.com. Truy cập ngày 14 tháng 8 năm 2023.
80. ↑  Szep, Jason (ngày 12 tháng 6 năm 2008). "Q&A with Amtrak President Alex Kummant". Reuters. Lưu trữ bản gốc ngày 11 tháng 1 năm 2009. Truy cập ngày 14 tháng 6 năm 2008.
81. ↑  "Amtrak President David Gunn Lectures at UIUC". CEE Alumni Association Newsletter, Online Edition. University of Illinois at Urbana-Champaign: CEE Alumni Association. Spring–Summer 2005. Bản gốc lưu trữ ngày 25 tháng 8 năm 2007. Truy cập ngày 12 tháng 6 năm 2008.
82. ↑  Wald, Matthew (ngày 9 tháng 11 năm 2005). "Amtrak's President Is Fired by Its Board". The New York Times. Truy cập ngày 14 tháng 5 năm 2015.
83. 1 2  Wald, Matthew L.; Phillips, Don (ngày 23 tháng 12 năm 2006). "Surprising Forecast for Amtrak: Growth". The New York Times.
84. ↑  Glass, Andrew (ngày 7 tháng 2 năm 2007). "A Younger Biden Goes the Extra Miles for Amtrak". Politico. Lưu trữ bản gốc ngày 3 tháng 6 năm 2015. Truy cập ngày 11 tháng 5 năm 2015.
85. ↑  "Amtrak Selects Transportation Industry Veteran as President & CEO" (Thông cáo báo chí). Amtrak. ngày 25 tháng 11 năm 2008. Bản gốc lưu trữ ngày 29 tháng 12 năm 2008. Truy cập ngày 26 tháng 11 năm 2008.
86. ↑  Frassinelli, Mike (ngày 6 tháng 2 năm 2011). "N.J. senators, Amtrak official to announce new commuter train tunnel project across the Hudson". The Star-Ledger. Lưu trữ bản gốc ngày 7 tháng 2 năm 2011. Truy cập ngày 7 tháng 2 năm 2011.
87. ↑  "Gateway Project" (PDF). Amtrak. tháng 2 năm 2011. Bản gốc (PDF) lưu trữ ngày 7 tháng 2 năm 2011. Truy cập ngày 7 tháng 2 năm 2011.
88. ↑  Fleisher, Liza; Grossman, Andrew (ngày 8 tháng 2 năm 2011). "Amtrak's Plan For New Tunnel Gains Support". The Wall Street Journal. Lưu trữ bản gốc ngày 12 tháng 7 năm 2015. Truy cập ngày 28 tháng 8 năm 2011.
89. ↑  National Railroad. "Bulletin Board (40th Anniversary Train Ends U.S.)" (PDF). Amtrak Ink. National Railroad Passenger Corporation. Bản gốc (PDF) lưu trữ ngày 8 tháng 11 năm 2012. Truy cập ngày 30 tháng 7 năm 2012.
90. ↑  Vantuono, William C. (ngày 9 tháng 12 năm 2013). "Amtrak President and CEO Joe Boardman named Railroader of the Year". Railway Age. Lưu trữ bản gốc ngày 2 tháng 2 năm 2014. Truy cập ngày 12 tháng 4 năm 2014.
91. ↑  "Amtrak Names Industry Veteran Wick Moorman President and Chief Executive Officer". Amtrak Media. ngày 19 tháng 8 năm 2016. Lưu trữ bản gốc ngày 21 tháng 9 năm 2016. Truy cập ngày 1 tháng 9 năm 2016.
92. ↑  McGeehan, Patrick (ngày 26 tháng 6 năm 2017). "Amtrak Picks Delta's Former Chief to Lead It Through Challenging Time". The New York Times.
93. ↑  Aratani, Lori (ngày 26 tháng 6 năm 2017). "Amtrak names new chief executive". The Washington Post. Lưu trữ bản gốc ngày 26 tháng 6 năm 2017. Truy cập ngày 27 tháng 6 năm 2017.
94. ↑  "Gateway Program Overview" (PDF). Gatewayprogram.org. ngày 9 tháng 12 năm 2018. Lưu trữ (PDF) bản gốc ngày 3 tháng 2 năm 2019. Truy cập ngày 9 tháng 12 năm 2018.
95. ↑  "Gateway Program Overview" (PDF). Gatewayprogram.org. ngày 9 tháng 12 năm 2018. Lưu trữ (PDF) bản gốc ngày 3 tháng 2 năm 2019. Truy cập ngày 9 tháng 12 năm 2018.
96. "September 2021 Monthly Performance Report" (PDF). ngày 26 tháng 10 năm 2021. Lưu trữ (PDF) bản gốc ngày 17 tháng 12 năm 2021. Truy cập ngày 10 tháng 1 năm 2022.
97. "2020 Corporate Profile" (PDF). Lưu trữ (PDF) bản gốc ngày 29 tháng 11 năm 2021. Truy cập ngày 10 tháng 1 năm 2022.
98. Figures are from 2008. "Table 4-20: Energy Intensity of Passenger Modes". Bureau of Transportation Statistics. Bản gốc lưu trữ ngày 7 tháng 10 năm 2010. Truy cập ngày 25 tháng 10 năm 2010.
99. Figures from 2012. "Table 1-73: Amtrak On-Time Performance Trends and Hours of Delay by Cause". Bureau of Transportation Statistics. Bản gốc lưu trữ ngày 30 tháng 4 năm 2014. Truy cập ngày 30 tháng 3 năm 2014.; "Table 1-66: Flight Operations Arriving On Time by the Largest U.S. Air Carriers". Bureau of Transportation Statistics. Bản gốc lưu trữ ngày 15 tháng 1 năm 2014. Truy cập ngày 30 tháng 3 năm 2014.
100. "Guest Rewards". Amtrakguestrewards.com. Lưu trữ bản gốc ngày 13 tháng 12 năm 2012. Truy cập ngày 23 tháng 11 năm 2012.
101. "Station Lounges". Amtrak (bằng tiếng Anh). Truy cập ngày 30 tháng 12 năm 2022.
102. Dobney, K.; Baker, C. J.; Quinn, A. D.; Chapman, L. (tháng 6 năm 2009). "Quantifying the effects of high summer temperatures due to climate change on buckling and rail related delays in south-east United Kingdom". Meteorological Applications. Quyển 16 số 2. tr. 245–251. Bibcode:2009MeApp..16..245D. doi:10.1002/met.114. S2CID 56429333.
103. Amtrak FY13 Comprehensive Business Plan (PDF) (Báo cáo). Amtrak. tháng 5 năm 2013. Lưu trữ (PDF) bản gốc ngày 11 tháng 10 năm 2013. Truy cập ngày 8 tháng 10 năm 2013.
104. "Senate committee ups Amtrak appropriation, cuts high-speed rail funding". Progressive Railroading. ngày 23 tháng 7 năm 2010. Lưu trữ bản gốc ngày 13 tháng 8 năm 2010. Truy cập ngày 29 tháng 12 năm 2010.
105. Vranich 2004